# Централноевропска иницијатива
Централно-европска иницијатива (ЦЕИ) настала је 1989. године из „сарадње четири земље“ (Италије, Аустрије, тадашње СФР Југославије и Мађарске). ЦЕИ данас има 18 чланица: Аустрија, Албанија, Белорусија, Босна и Херцеговина, Бугарска, Хрватска, Чешка, Италија, Мађарска, Северна Македонија, Молдавија, Пољска, Румунија, Словачка, Словенија, Србија, Украјина и Црна Гора. Десет земаља су чланице ЕУ, а преосталих осам су земље западног Балкана и тзв. Европског суседства – Белорусија, Украјина и Молдавија. Током кризе у бившој СФРЈ (до 2000. године) Република Србија (односно СРЈ) није учествовала у раду ЦЕИ.